# Кейсовская школа инженерии
Кейсовская школа инженерии (англ. Case School of Engineering) — инженерная школа в составе Кейсовского университета Западного резервного района в Кливленде, Огайо, США.

## История
Основана Леонардом Кейсом мл. в 1877 году.
С 1881 года — Кейсовская школа прикладных наук.
В 1947 году школа стала называться Кейсовский технологический институт, а в 1992 году — Кейсовская школа инженерии.

## Факультеты
- Биомедицинская инженерия
- Гражданское строительство
- Компьютерная инженерия
- Макромолекулярная наука и техника
- Материаловедение
- Машиностроение и аэрокосмическая техника
- Химическая технология
- Электротехника и информатика